# 克里斯托瓦尔·德·卡斯蒂列霍
克里斯托瓦尔·德·卡斯蒂列霍（Cristóbal de Castillejo，1491年—1556年），文艺复兴时期欧洲西班牙帝国诗人。他与博斯坎等人的意大利诗风相比，其更喜爱质朴的卡斯提亞诗歌形式。同时他也是一位生活于宫廷的犀利讽刺作家。